# Joris Lacoste
Pour les articles homonymes, voir Lacoste.
Joris Lacoste, né à Langon le 29 juin 1973,, est un auteur et metteur en scène français.

## Biographie
Joris Lacoste est connu comme auteur de théâtre dès la fin des années 1990 : ses textes sont publiés[réf. nécessaire] à Théâtre Ouvert et chez Inventaire/Invention, et traduits en anglais, en italien, en allemand, en croate et en portugais. 
À partir des années 2000, après plusieurs collaborations avec des metteurs en scène et chorégraphes, il crée ses propres spectacles : 9 lyriques pour actrice et caisse claire en 2005 (Laboratoires d'Aubervilliers), Purgatoire en 2007 (Théâtre national de la Colline), Parlement en 2009 (Fondation Cartier pour l'art contemporain), Le vrai spectacle en 2011 (Festival d'Automne à Paris). Ses pièces inventent des formes originales d'écriture et de parole jouant avec les codes de la représentation. Elles empruntent aussi bien au théâtre, à la danse, aux arts visuels, à la musique, à la poésie sonore, qu'à des formes non artistiques comme le jeu, la conférence, le discours politique. 
Son travail revendique[Comment ?] une dimension de recherche, sous-tendue par une forte activité théorique (articles, conférences, ateliers, séminaires).  
En 2004, il a initié avec Jeanne Revel le projet de recherche W qui étudie de façon pratique, critique et théorique la situation de représentation théâtrale. Il a notamment créé dans ce cadre le logiciel de notation de l'action Organon.
En 2007, il a fondé le collectif Encyclopédie de la parole qui explore la diversité des formes orales. Il a créé ou co-créé dans ce cadre les spectacles Parlement (2009), Suite n°1 (2013), Suite n°2 (2015), Suite n°3  (2017, avec Pierre-Yves Macé), blablabla (2017, avec Emmanuelle Lafon), Jukebox (2019), avec Elise Simonet, et Suite n°4 (2020, avec l'ensemble Ictus, Pierre-Yves Macé et Sébastien Roux),.   
Il pratique également l'hypnose à travers le projet Hypnographie[réf. nécessaire] . 
Les spectacles de l'Encyclopédie de la parole ont fait l'objet d'un portrait au Festival d'Automne de Paris en 2020.
Il a été co-directeur des Laboratoires d'Aubervilliers avec Yvane Chapuis de 2007 à 2009.
En 2023, à Gand, il a créé la toute première version scénique de la pièce A-Ronne de Luciano Berio avec l’ensemble HYOID dirigé par Filip Rathé[réf. nécessaire].
Joris Lacoste a également traduit[réf. nécessaire] quatre pièces de Shakespeare pour les metteurs en scène Gwenaël Morin et Marie Lamachère : Hamlet (2009), Macbeth (2013), Othello (2014), et plus récemment, La Tempête (2022). 

## Projets
- 2023 - A-Ronne (spectacle - avec l'ensemble HYOID, composition musicale de Sébastien Roux - De Bijloke Muziekcentrum – Gand (BE))
- 2020 - Suite n°4 (spectacle - avec l'Ensemble Ictus, composition musicale de Pierre-Yves Macé et Sébastien Roux - Théâtre national de Strasbourg / Festival Musica)
- 2019 : Jukebox (spectacle, co-signé avec Élise Simonet - T2G Théâtre de Gennevilliers)
- 2018 : Noyau ni fixe (spectacle - Atelier de Paris / Festival d'Automne / Talents ADAMI Paroles d'acteurs)
- 2017 : Suite n°3 (spectacle, co-signé avec Pierre-Yves Macé — Théâtre Garonne, Toulouse)
- 2017 : blablabla (composition du spectacle — festival de la Bâtie, Genève)
- 2015 : Suite n°2 (spectacle — Kunstenfestivaldesarts, Bruxelles)
- 2013 : Suite n°1 (spectacle — Kunstenfestivaldesarts, Bruxelles)
- 2012 : 4 prepared dreams (for April March, Annie Dorsen, Tony Conrad and Jonathan Caouette) (performance — Crossing The Line, New York)
- 2012 : La maison vide (performance — °far Nyon)
- 2012 : 12 rêves préparés (exposition — Level One/gb agency Paris)
- 2011 : Le vrai spectacle (spectacle — T2G, Festival d'Automne à Paris)
- 2010 : Le cabinet d'hypnose (performances et installation vidéo — Printemps de Septembre à Toulouse)
- 2009 : Au musée du sommeil (pièce radiophonique et installation — France Culture et Villa Arson Nice)
- 2009 : Hamlet d'après Hamlet de Shakespeare (traduction — Théâtre Permanent, Gwenaël Morin)
- 2009 : Parlement (spectacle — Fondation Cartier)
- 2008-2009 : Jeux W (dispositifs-performances, avec Jeanne Revel — Laboratoires d'Aubervilliers)
- 2007 : Purgatoire (spectacle — Théâtre national de la Colline)
- 2005 : 9 lyriques pour actrice et caisse claire (spectacle, co-signé avec Stéphanie Béghain — Laboratoires d'Aubervilliers)
- 2002 : Comment faire un bloc (texte de radio — Inventaire/Invention)
- 2000 : Ce qui s'appelle crier (texte de radio — Inventaire/Invention)
- 1999 : Nouvelles révélations sur le jeune homme (texte de théâtre — Théâtre Ouvert)
- 1997 : Comment cela est-il arrivé (texte de théâtre — Théâtre Ouvert)